# 江上信雄
江上 信雄（えがみ のぶお、1925年1月5日 - 1989年10月17日）は日本の生物学者。東京大学名誉教授。国立環境研究所元所長。日本動物学会元会長（1979年-1982年、1987年-1989年）。理学博士。

## 来歴・人物
石川県金沢市出身。東京帝国大学理学部動物学教室を1947年に卒業後、同大学理学部動物学教室助手、講師を経て、1961年国立放射線医学総合研究所の生物研究部室長、後に部長。1970年同大学理学部動物学教室教授。同大学理学部長、日本学術会議委員、原子力委員会専門委員、東京大学総合研究資料館館長、東京大学評議員、放射線審議会委員、宇宙科学研究所評議委員、国立岡崎基礎生物学研究所評議員、国立遺伝学研究所評議員などを歴任。1985年東京大学を定年退職後、山口大学教授を経て、国立環境研究所所長に就任。
- 1956年、東京大学にて理学博士。論文の題は「雄性物質処理をした雌メダカの雄性物質発現に関する実験的研究」[1]。

## メダカを用いた研究
学生時代からメダカを研究材料として選び、生殖生物学、放射線生物学を中心に多くの業績を上げた。メダカを用いた老化や発ガンの研究を進展させるとともに、多数の共同研究者を育て、メダカの生物学の発展に中心的役割を果たした。彼に師事したメダカの生物学関連の研究者には、嶋昭紘、田口泰子、青木一子、酒泉満、三谷啓志、島田敦子、成瀬清などがいる。佐藤矩行も門下。
学問的能力、管理的能力の他にも文才に恵まれ、多くの著作を著した。
大腸癌のため、逝去、享年64。療養中に最後の著作「メダカに学ぶ生物学」（中公新書931、中央公論社、東京、1989年）を完成させた。これには自分自身の研究の経過とともに、メダカの研究史も紹介されている。

## 辞世の句
優しく洒脱な性格は、死後、彼の妻によって発見された辞世（「早生まれ 早寝早起き 早がてん 浄土へまいるも ちょっと早めに。合掌。」）にも現れている。

## 栄典・受賞
- 1963年 日本動物学会賞受賞。
- 1988年 紫綬褒章。
- 1989年 叙従三位、叙勲二等授旭日重光章。